# Agfa

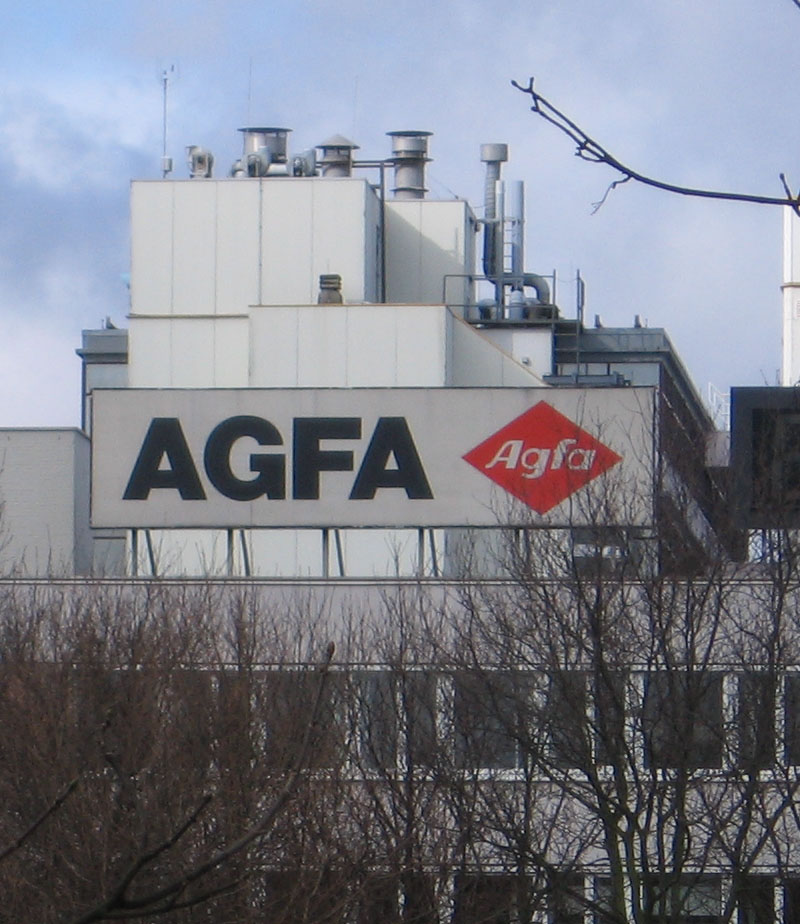
Podnik v Rijswijku, Holandsko

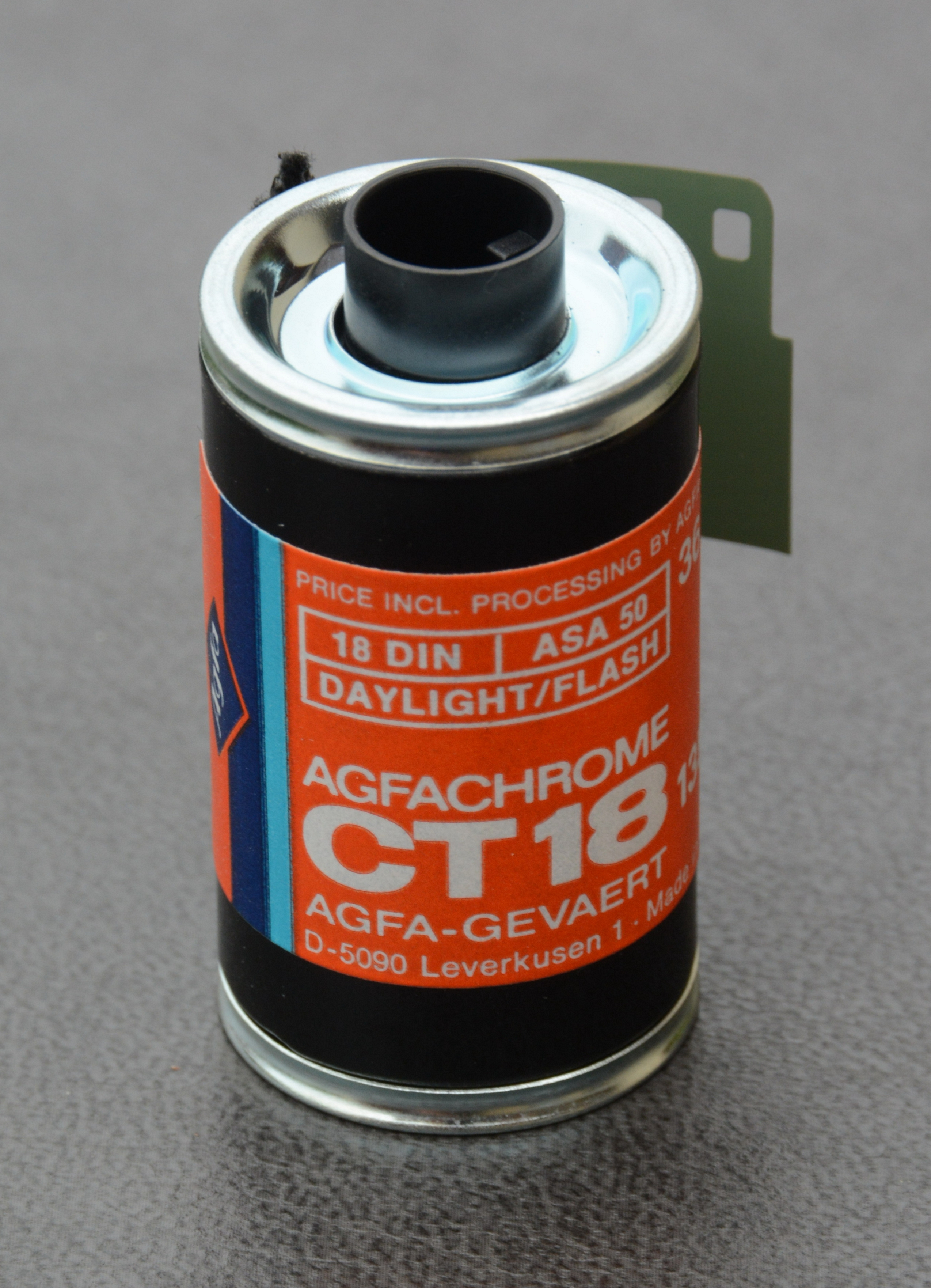
Film Agfa Agfachrome CT18

Agfa AG (od roku 2007 Agfa-Gevaert AG) je belgická firma, zakládající člen společnosti IG Farben. Zkratka Agfa pochází z původního německého názvu Aktiengesellschaft für Anilinfabrikation.
Její podnikatelské těžiště je ve fotografickém průmyslu. Byla založena roku 1867 v Berlíně. Dnes má sídlo v Mortsel v Belgii. Mezi její výrobky patří film do rentgenů. U firmy jako návrhář designu fotoaparátů pracoval německý aristokrat Albrecht Graf von Goertz.

## Historie
- 1897 – založena firma na výrobu barviv v Berlíně.
- 1890 – Lieven Gevaert zakládá v Antverpách produkci fotografických papírů.
- 1904 – Prosperující firma Gevaert Photo stěhuje výrobu z Antwerp do nového závodu v Mortsel.
- 1925 – Koncern IG Farben konsoliduje německý chemický průmysl. Převzetí výroby fotoaparátů v Mnichově od fy. Bayer.
- 1936 – Nový diapozitivní (reverzní) barevný film Agfacolor umožňuje jednoduchou expozici i vyvolávání.
- 1939 – Agfacolor uvedl na trh systém negativ – pozitiv (obraz) pro barevný materiál, první moderní „print“ film.
- 1941 – Společnost představila první barevný papír na chromogenní bázi.
- 1945 – Rozdělení zločinného koncernu IG Farben. Závod Agfa Wolfen ve východní okupační zóně se stává základem podniku ORWO (1964).
- 1952 – Obnovení značky Agfa AG jako samostatné části koncernu Bayer Leverkussen. Gevaert uvádí na trh materiály Scientia pro fyziku, astronomii, mikrografii.
- 1959 – Agfa uvedla na trh první plně automatický fotoaparát Optima na 35 mm film.
- 1964 – Vzniká Agfa-Gevaert (50% koncern BASF jako vlastník Agfy a 50% Gevaert Photo Producten N.V.)
- 1971 – První evropská kopírka Gevafax na xerografickém principu.
- 1997 – Koupí divize Graphic Arts firmy DuPont upeňuje postavení v polygrafickém průmyslu v oblasti prepressu.
- 2004 – Spotřebitelské materiály vyčleněny do AgfaPhoto GmbH, včetně vybavení pro fotolaboratoře.
- 2005 – Firma AgfaPhoto ohlásila bankrot, od roku 2007 její dceřiná firma AgfaPhoto Holding prodává sublicence (filmy, papíry, paměťová média, elektronika).
- 2009 – Kromě rentgenových filmů nabízí Agfa-Gevaert i desky pro počítačovou rentgeologii.
- 2017 - restrukturalizace, partnerství s čínskou Lucky HuaGuang Graphics Co. Ltd.

## Současnost
Agfa má 8 výrobních závodů v Evropě, po jednom v USA, Kanadě, Brazílii a Číně. Aktivity firmy se dělí do čtyř divizí:
- Offset Solutions - technologie pro přímý osvit (CTP), filmy, chemie a tiskové desky pro analogový i digitální tisk, prepress včetně software.
- Digital Print & Chemicals - průmyslový inkoustový tisk, velkoformátové tiskárny a média, materiály pro kinematografii, letecké snímkování, mikrofilmy, tisk na syntetické materiály, průkazový tisk, membrány.
- Radiology Solutions - materiály pro digitální i konvenční radiologii včetně vyvolávání a příslušné chemie, software a pracovních stanic.
- Zdravotnické systémy - jsou vyčleněny do částečně samostatné divize Agfa HealthCare IT (informační systémy pro radiologii, laboratoře, kliniky a nemocnice, obrazové archivační systémy (PACS) a podobně. V roce 2020 se předpokládá odprodej alespoň části této divize.[1]

## Fotoaparáty

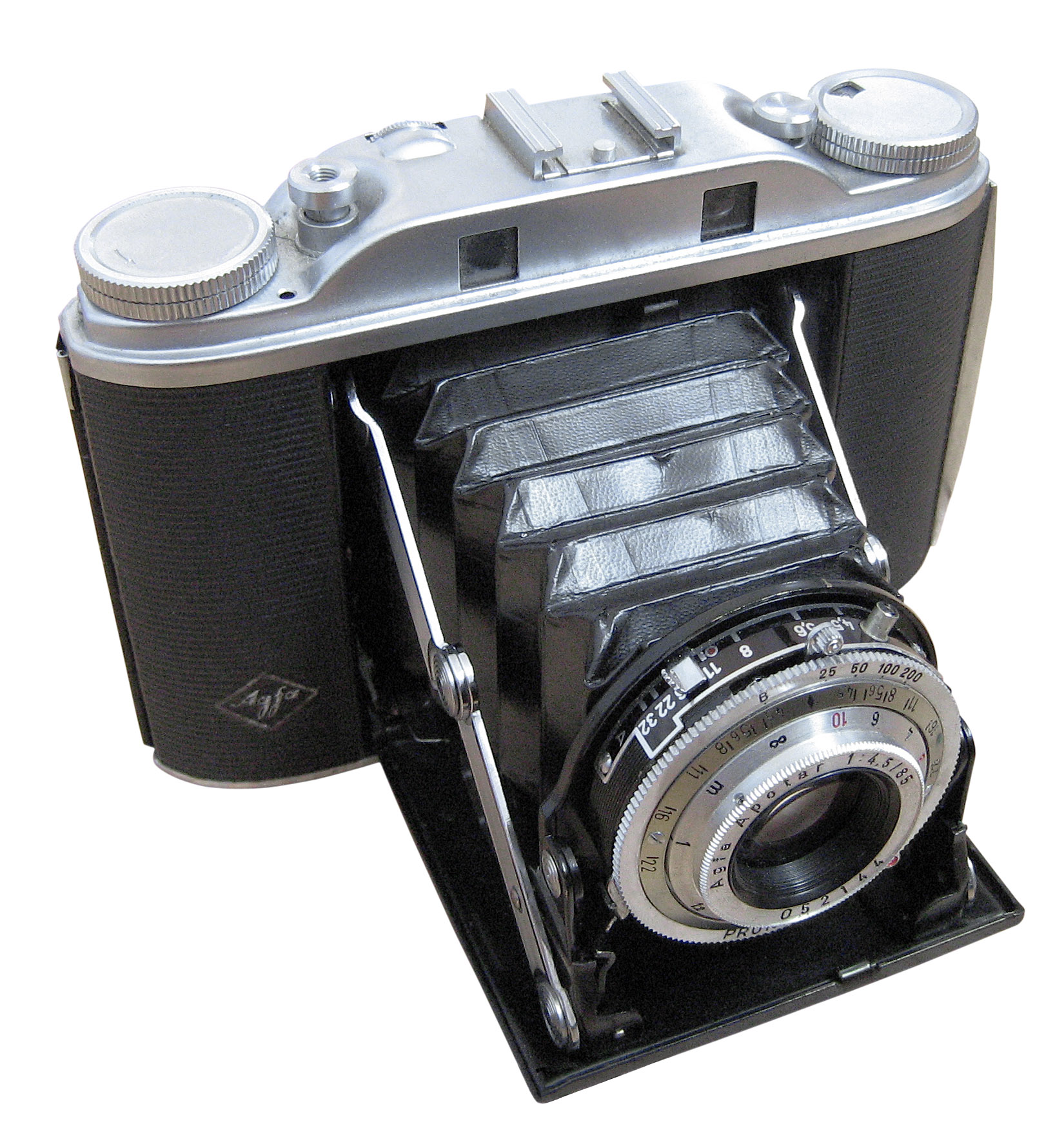
Agfa Isolette III, sklopný fotoaparát na stredoformátový fiilm
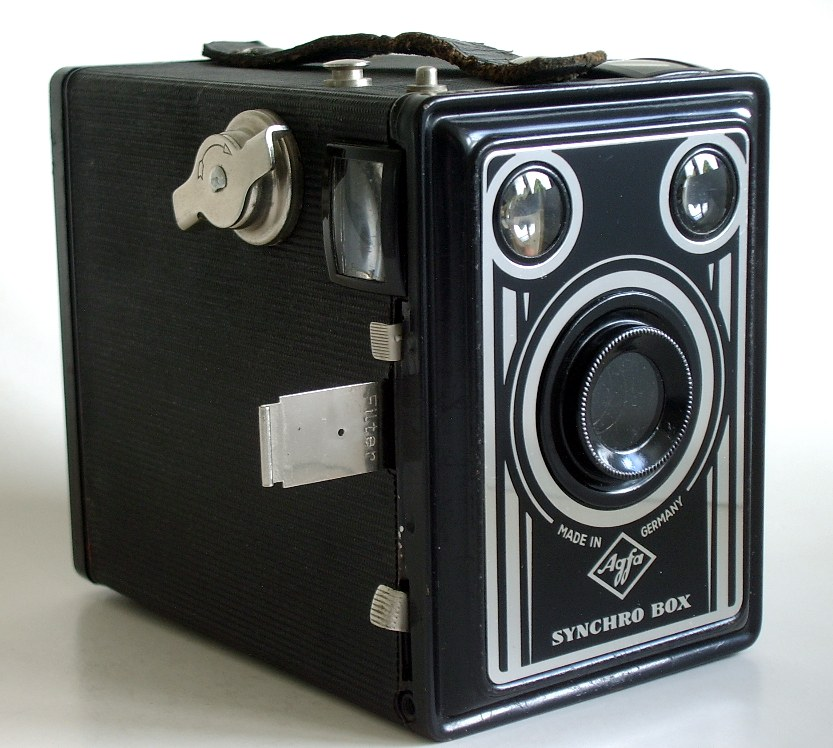
Agfa Box
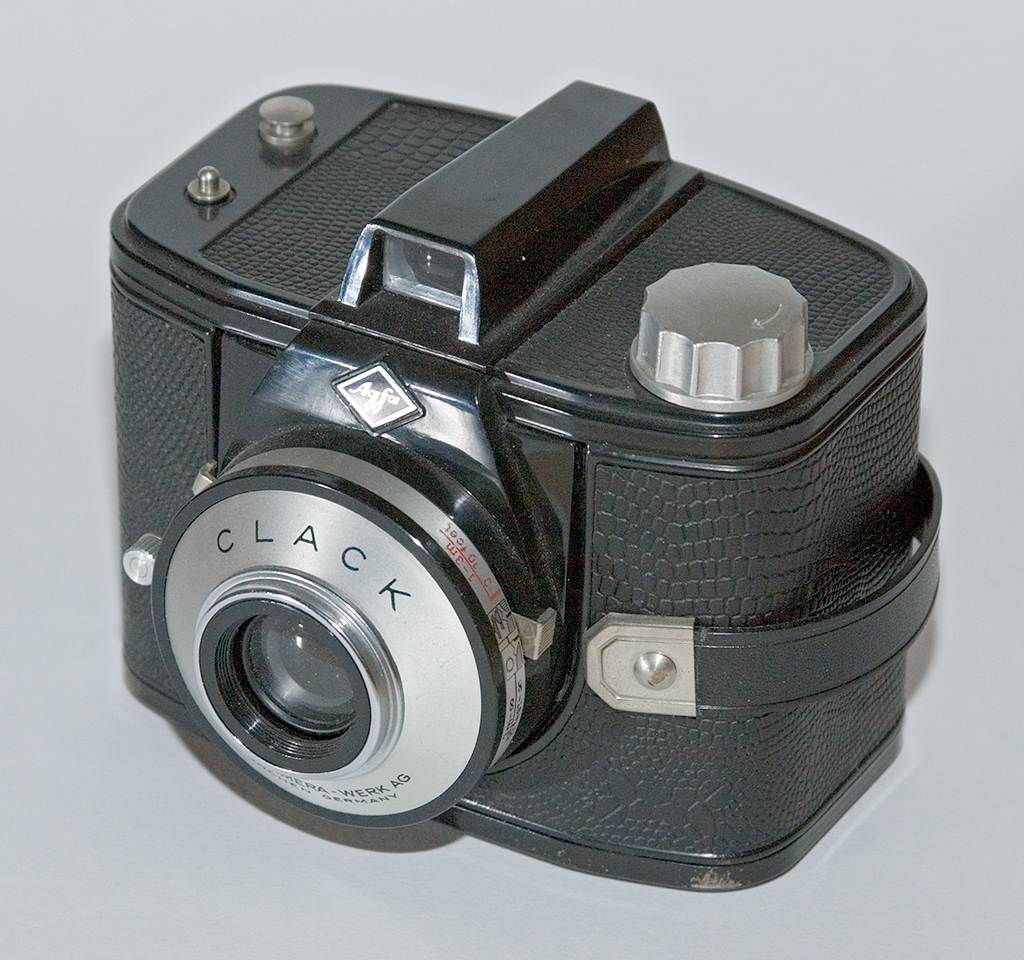
Agfa Clack
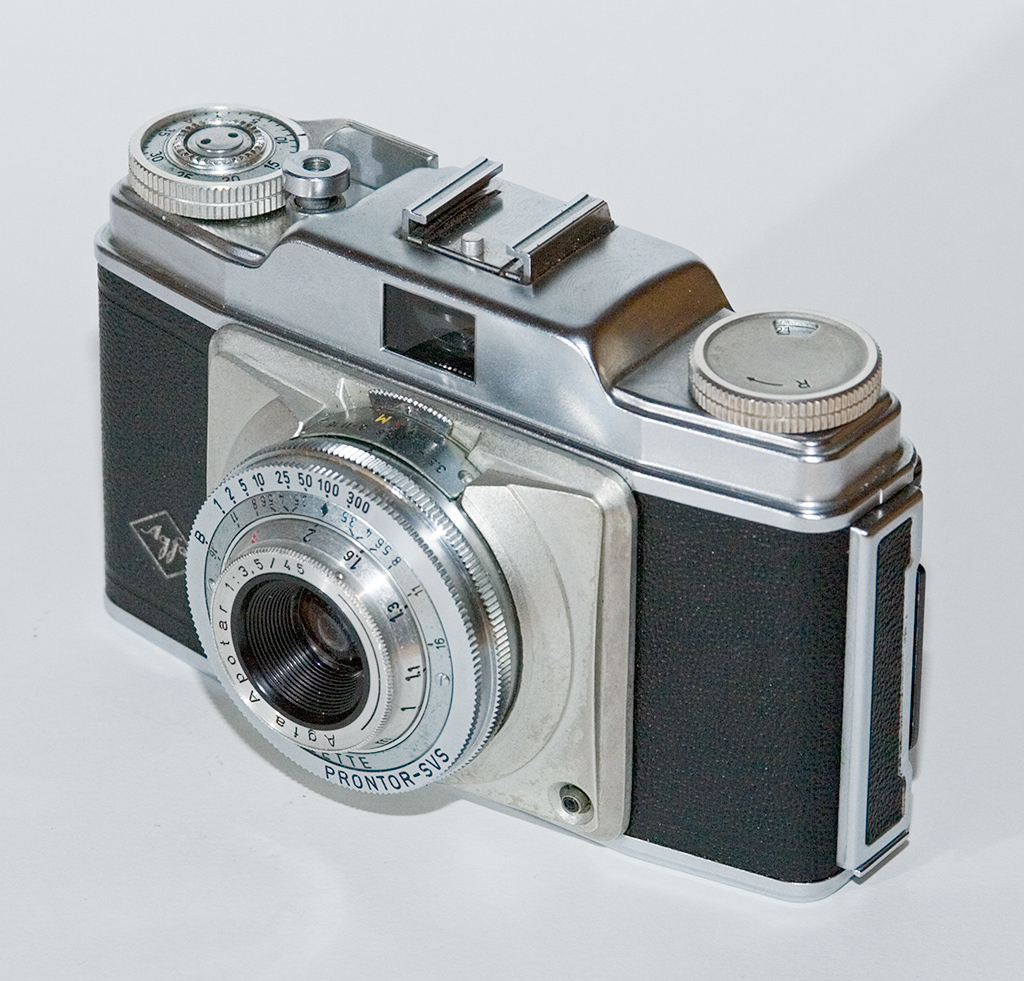
Agfa Silette, 1954
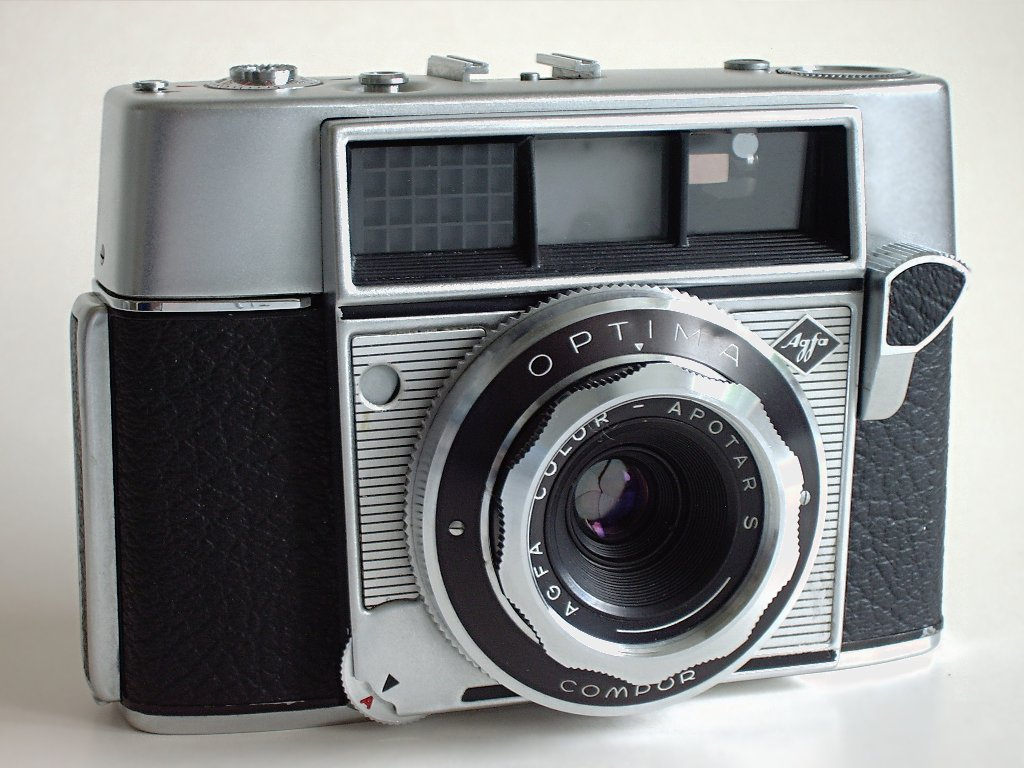
Agfa Optima, 1959
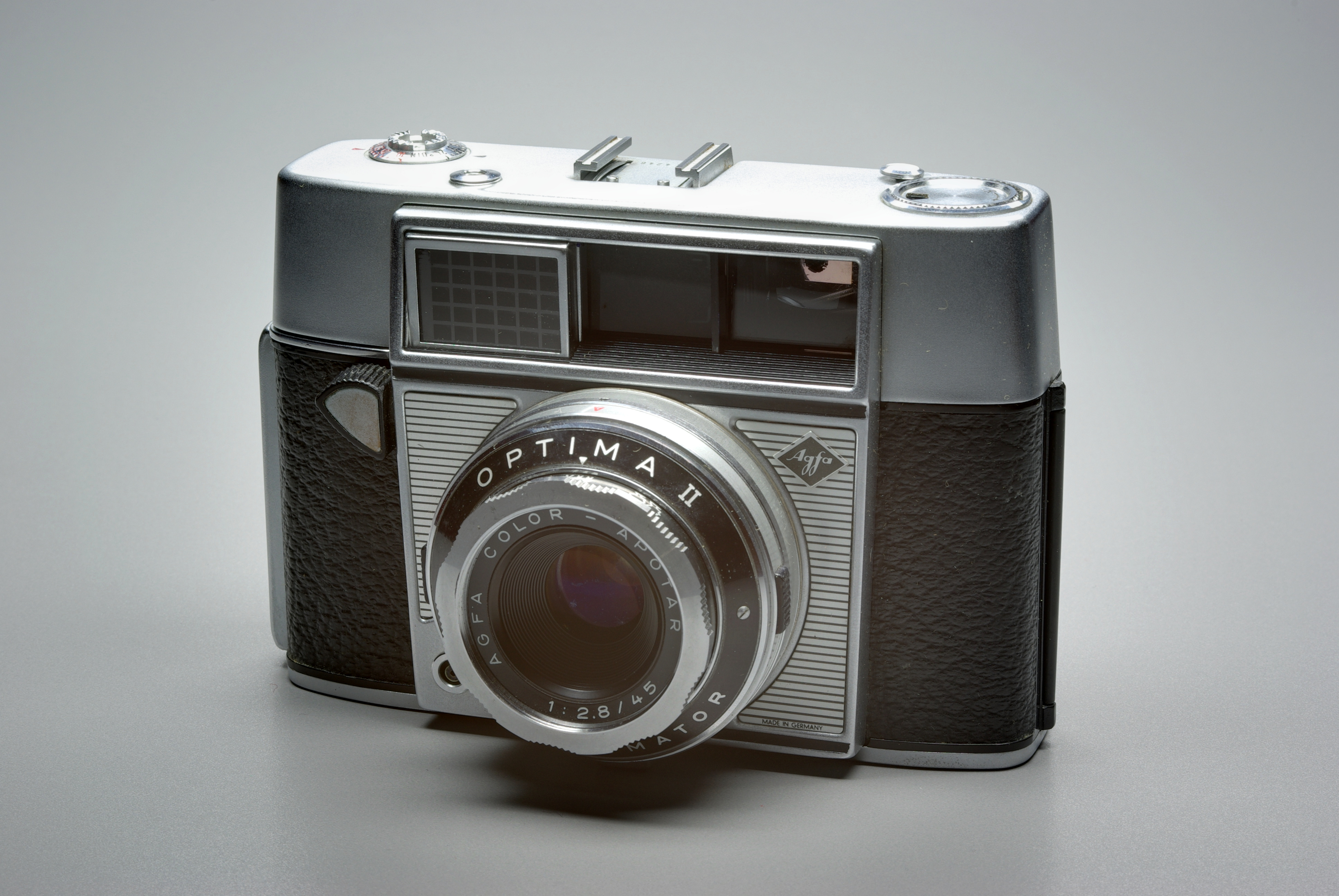
Optima II
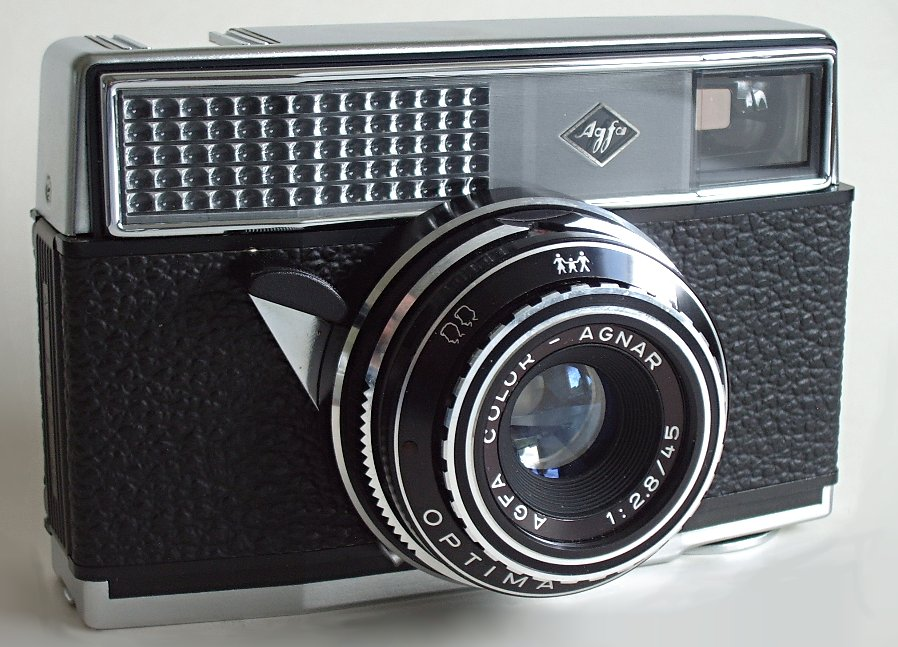
Agfa Optima Rapid 250, 1965
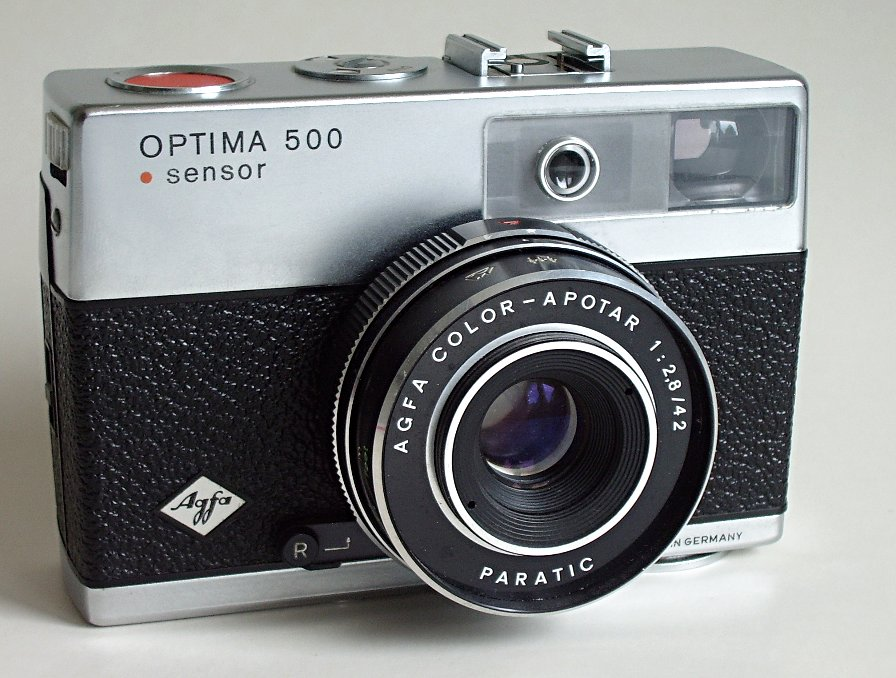
Agfa Optima 500
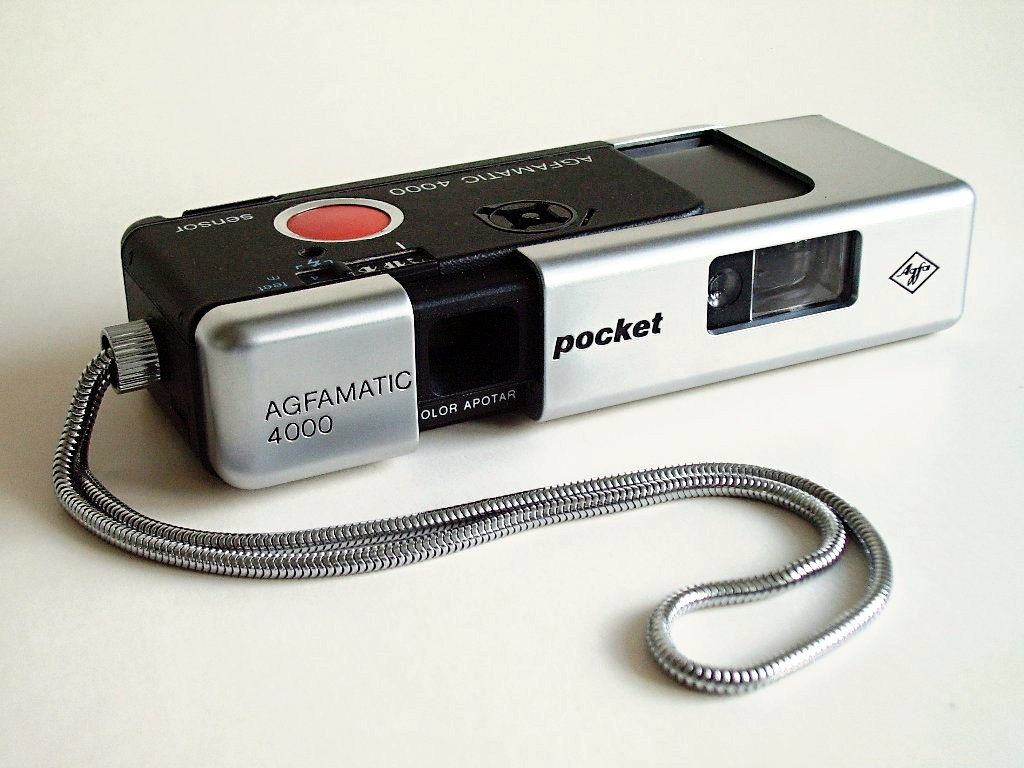
Agfamatic Pocket 4000